# Табу (фильм, 2012)
«Табу» (порт. Tabu) — кинофильм режиссёра Мигела Гомеша, вышедший на экраны в 2012 году. Лента была награждена премией имени Альфреда Бауэра и призом ФИПРЕССИ на Берлинском кинофестивале, а также завоевала Гран-при Гентского кинофестиваля.

## Сюжет
Фильм разделён на несколько частей. В прологе рассказывается поэтическая притча о путешественнике былых времён, которому является призрак его погибшей возлюбленной. Он столь расстроен, что решает покончить с собой и бросается в реку с крокодилами. С тех пор многие очевидцы видели печального крокодила в компании красивой женщины.
Часть первая, «Потерянный рай». События происходят в Лиссабоне наших дней. Одинокая женщина по имени Пилар обеспокоена состоянием своей пожилой соседки Авроры, живущей с чернокожей служанкой Сантой. В последнее время Аврора часто заговаривается и, похоже, не вполне контролирует свои поступки; она подозревает, что служанка тайно вредит ей. Когда Авроре становится плохо, она просит Пилар разыскать некоего Джанлуку Вентуру, своего старого знакомого. Пилар находит его в доме для престарелых, однако уже поздно: Аврора умирает.
Часть вторая, «Рай». Вентура рассказывает о событиях, произошедших много лет назад, ещё в колониальную эпоху, когда Аврора была владелицей крупного имения на склоне горы Табу в Африке. Она была вполне счастлива со своим мужем, пока однажды в поисках сбежавшего питомца — маленького крокодильчика — не зашла к жившему по соседстве Вентуре. Между молодыми людьми вспыхивает страсть… (Персонажи в этой части не произносят ни слова, в кадре звучит лишь голос рассказчика.)

## В ролях
- Тереза Мадруга — Пилар
- Лаура Соверал[англ.] — Аврора в старости
- Ана Морейра — Аврора в молодости
- Энрике Эшпириту-Санту — Вентура в старости
- Карлоту Котта — Вентура в молодости
- Изабел Муньош Кардозу — Санта
- Иво Мюллер — муж Авроры
- Мануэл Мескита — Марио
- Мигел Гомеш — Рассказчик